# Dangam (huyện)
Dangam là một huyện thuộc tỉnh Konar, Afghanistan. Dân số thời điểm năm 1999 là 12,733 người.